# حبارى
طائر الحُبَارَى (الاسم العلمي:  Chlamydotis أو سابقاً Houbara) يعيش عبر آلاف الكيلومترات وفي عدة أقطار. وتبقى بعض الحبارى على مدار العام، إلا أن معظمها يقضي الشتاء على بعد آلاف الكيلومترات من مناطق التكاثر.
- تأكل الموجود من الغذاء النباتي أوالحيواني فهي تأكل النباتات وتصطاد اللافقاريات والفقاريات الصغيرة مثل السحالي والقوارض الصغيرة.
- تتواجد في جنوب آسيا وفي الجزيرة العربية وشمال افريقيا كمصر و الجزائر و تونس وليبيا والمغرب وقسم من أوروبا الغربية والحبارى أو الحبرو كما يطلق عليه في دول أفريقيا وهو معرض لأنقراض بسبب كثرة الصيد عليه.

ويخضع طائر الحبارى الآن في الأسر وذلك لحماية هذا النوع من الانقراض، وأقامت المملكة العربية السعودية والإمارات العربية محميات وأقامت هيئات بشئون محافظة هذا الطائر وإكثاره وإعادة إطلاق فراخها لتعيش في الحياة الصحراوية.
ويعتبر طائر الحبارى هو رمز صحاري شبه الجزيرة العربية وهو الطريدة الأولى والتراثية للصقارين وهو يشكل التحدي الكبير لهم ولصقورهم واصطياده يعطيهم الإحساس بالفخر والنصر.
.إبن الحبارى يسمى العُثمان

## أنواعها
يوجد 32 نوعاً منها في العالم، ولأفريقيا النصيب الأكبر حيث يوجد 23 نوع أشهرها الحبارى العربية لونها شاحب والحبارى الآسيوية مائل للصفرة رملي، والحبارى الأفريقية مائل للسواد يتميز الذكر الخرب بكبر حجمه وجمال ريشه رقبته رمادية مع خط أسود على كل من الجانبين والرأس بني فاتح يعلوه تاج من الريش الأبيض والأسود والذكر يتميز بوجود ريش قوي على رقبته يسمى محليا غلب وتعيش الحبارى منفردة أو في زمر صغيرة ولكنها تتفرق أزواجا في موسم التفريخ تتجول في مسافات شاسعة تصل إلى 5 كم، ويكون طيرانها ليلي لا تحتاج إلى الماء لكن تتردد على المناطق التي يتوفر فيها الماء مساء.

## هجرتها
تقضي الحبارى الرائعة أكثر أوقاتها مشياً إلا انها من الطيور القادرة على التحليق والطيران بسرعة كبيرة وخاصة إذا أحست بالخطر.
وتقوم معظم الحبارى بتحركات في بيئتها المحلية، فعلى سبيل المثال يقوم طائر الحبارى الكبير في أوروبا، بالهجرة من أماكن تكاثره لمواجهة طقس الشتاء شديد البرودة.
ويهاجر حبارى الدنهام والحبارى العربي في شمال وسط وغرب أفريقيا نحو الشمال في شهر يونيو من كل عام للتكاثر، ثم يعود إلى الجنوب في أكتوبر.
وبصورة مماثلة، فإن الأنواع الآسيوية التي تعرف باسم حبارى الماكويني تهاجر من الأرض التي تزاوجت فيها في دول الاتحاد السوفييتي السابق والصين وبعض مناطق منغوليا، وباكستان وإيران والعراق وشبه الجزيرة العربية.

## غذاؤها
تتغذى الحبارى على ما تجده في البيئة حولها، وتتناول الحبارى أنواعاً مختلفة من النباتات (كالبذور والثمار الجافة والأوراق النباتية) وتتغذى أيضا على اللافقاريات (كالخنافس والجراد والعقارب) وحتى على الفقاريات الصغيرة مثل (السحالي) والقوارض الصغيرة وأفراخ الطيور المعششة على الأرض.
وتركز الحبارى على البروتينات كطعام أساسي قبل الهجرة لمساعدتها في قطع مسافات كبيرة بالاعتماد على الشحم المخزن بالجسم.

## وصلات خارجية
- موقع الحبارى
- هيئة البيئة – أبوظبي
- المؤسسة الدولية لحماية وتنمية البيئة الفطرية-لصاحب السمو الملكي الأمير سلطان بن عبد العزيز آل سعود
- Taxonomic recommendations for British birds نسخة محفوظة 16 ديسمبر 2018 على موقع واي باك مشين. PDF format(بالإنجليزية)